# Малий Рожин
Малий Ро́жин — село в Україні, у Кутській селищній громаді Косівського району Івано-Франківської області. З 2020 року — центр старостинського округу.
Село виникло в 1593 р. як Роже́н Хоминський, з 1717 — Малий Роже́н (Рожин).

## Географія
Межує з селами Тюдів, Великий Рожин, Бабин, Яворів, Смодна, Черганівка.
Висота над рівнем моря близько 600 м. Хребет Сокільський сягає висоти 873 м, а Хоминський — 879 м. Відстань до Косова 20 км, до найближчої залізничної станції Вижниця — 10 км.
Через село протікає річка Малорожинка, лівий доплив Черемоша. У 1964 р. в руслі річки в центрі села на невеликій глибині знайдено бивень мамонта.

## Присілки
Царина, Пітрів Грунь, Центр, Гаджин, Хрунево, Верх, Грунь, Кичера, Микитчено, Присліп, Семінки, Гонтарка, Гавин, Толоки, Тарночка.

## Промисли
Токарство, різьбярство, ліжникарство, килимарство, ткацтво, художня вишивка, бляхарство.

## Пам'ятки природи
На території села розташовані пам'ятки природи: Лесівський Камінь, Татарівський Камінь, Голова, Довбушова печера.

## Туризм
Малий Рожин має великі перспективи для туризму. Велика кількість пам'яток природи, живописні ландшафти, гуцульська архітектура і кухня з кожним роком приваблюють все більше туристів.

## Релігія
Релігійна громада належить до Православної Церкви України, в 1990-2018 рр належила до Української автокефальної православної церкви (УАПЦ). Служби проходять в церкві Івана Хрестителя. Храмові свята — 7 липня Різдво Івана Хрестителя та 27 вересня — Воздвиження Хреста Господнього. 

#### Церква Різдва Івана Хрестителя (1864р.) та дзвіниця (1783р.)
Докладніше: Церква Різдва Івана Хрестителя (Малий Рожин)
Об'єкти є пам'ятками архітектури. Настоятель прот. Богдан Стефанків.
За часів польської влади церква належала до католицької віри, а в час радянської окупації та антирелігійної політики до 1990 року церква була закрита.
В 2013 році виповнилося 150 років від дня побудови церкви Івана Хрестителя. Вона була споруджена в тому місці, де розміщена теперішня церква. Про це свідчить пам'ятна табличка на стіні та архівні документи, які стверджуюють, що церква у Малому Ріжні була побудована у 1863 році. 
Стара перша церква (капличка) була на місці присадибної ділянки Артемчука Василя Івановича (Мельничин), Артемчук Олени Іванівни (Круцевої). Але жителі села старшого покоління розповідають, що церква в Малому Ріжні діяла й утримувалась сільською громадою значно раніше.
Старе дерев'яне приміщення церкви знаходилося в центрі села. Але в 1862 році на початку літа під час громовиці від блискавки загорілась церква — це одна версія, а друга, що було мало землі біля церкви і громада купила ґрунт (земельну ділянку), де було побудовано нову церкву. Документів, які б підтвердили це, не знайдено.
На нову церкву брали ліс з Бельмегового горба (Цітків). Церкву було вкрито гонтами, а в 1993 році перекрито бляхою.
Найбільш відомими священиками на парафії в селі Малий Рожин, були отці Слинівський (за Польщі), Василь Могильницький, Василь Воєвода, Богдан Стефанків.
У 1995 році малорожинці збудували нову дзвіницю.
В 2012-2019 роках спільними зусиллями жителів і вихіднців с. Малий Рожин через загрозу руйнування відбулася реконструкція церкви. Пожертви на ремонт також надали жителі сусідніх сіл.

## Малорожинці в УПА
У 1940—1950 рр. жителі села брали участь у боротьбі з окупантами. На радянсько-німецькому фронті загинуло 5 чоловік, Бельмегу Миколу Івановича розстріляли угорські солдати. 24 жителі загинули в УПА, у концентраційних таборах і в'язницях. За неповними даними, радянською владою було репресовано 93 малорожинців.

## Населення
За даними перепису населення 2001 року мовний склад населення села був таким:
| Мова       | Відсоток |
| ---------- | -------- |
| українська | 99,58 %  |
| російська  | 0,21 %   |
| білоруська | 0,11 %   |

## Відомі особи
- Юрій Петричук  — 1957—2001 — український поет, журналіст, автор поетичної збірки «Дорогою до храму» (1990 р.);
- Іван Бісюк  — 1962 — український політик, державний службовець.